# Ramadevi Chaudhuri

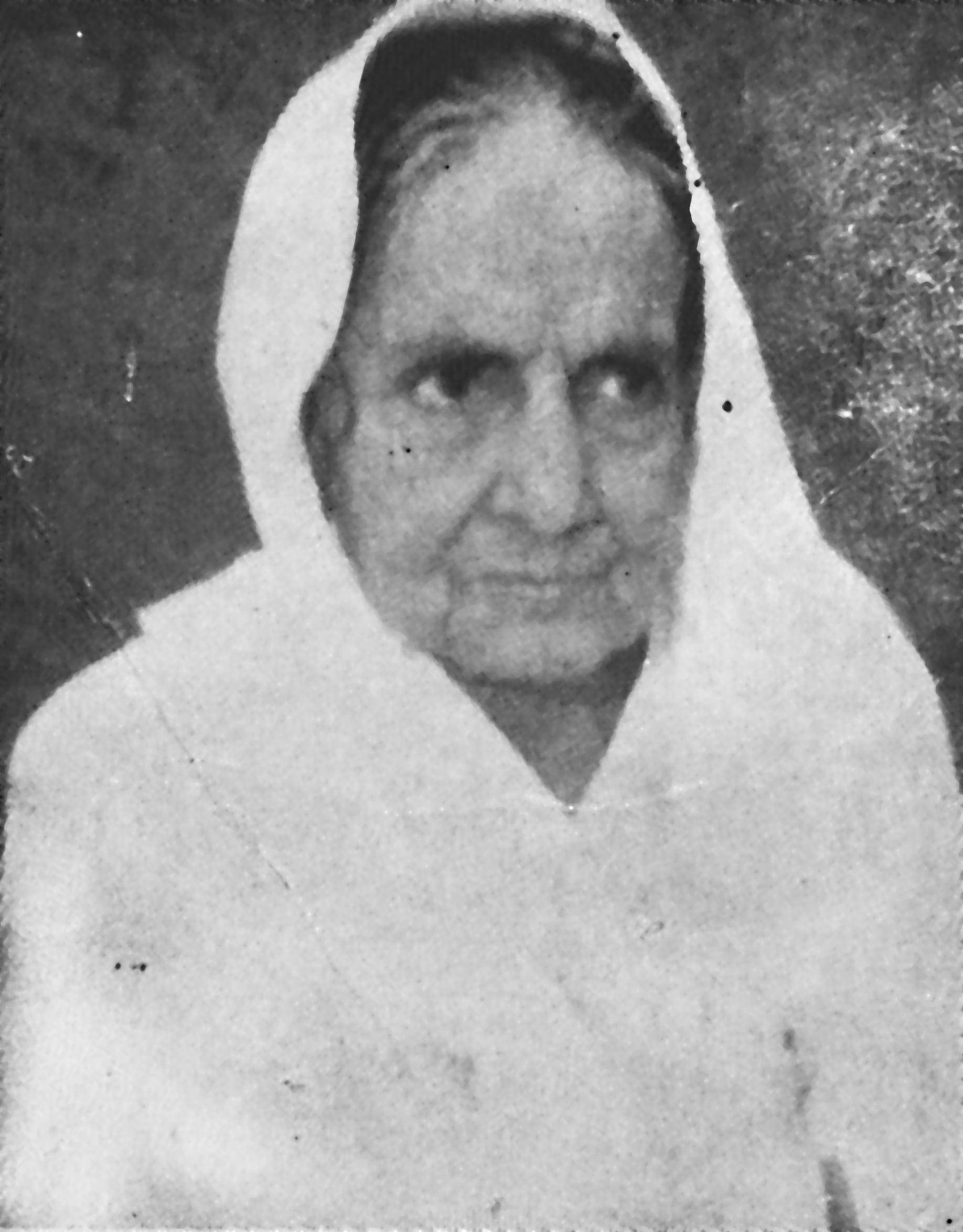
Ramadevi Chaudhuri

Ramadevi Chaudhuri (Oriya ରମାଦେବୀ ଚୌଧୁରୀ; 3. Dezember 1899 in Satyabhamapur im Distrikt Cuttack – 22. Juli 1985 in Cuttack; auch bekannt als Ramadevi Choudhury, Rama Devi oder Maa (Mutter in der Sprache Oriya)) war eine indische Aktivistin und Sozialreformerin aus Odisha.

## Leben
Ramadevi Chaudhuri wurde in ihrer Entwicklung stark von ihrem Onkel Madhusudan Das beeinflusst, der wiederum Nationalist und ein Anhänger des indischen Politikers Aurobindo Ghose war. 1921 besuchte sie eine Versammlung von Frauen in Cuttack, bei der Mahatma Gandhi sprach. Diese Versammlung und die Begegnung mit Gandhi stellten einen Wendepunkt in ihrem Leben dar. Sie folgte seinem Beispiel und engagierte sich politisch in seinem Sinn. So nahm sie 1922 in Gaya und 1928 in Kalkutta an Versammlungen des Indischen Nationalkongresses teil. In Baleswar schloss sie sich der Salz-Satyagraha, dem friedlichen Protest gegen das britische Salzmonopol, an und ermutigte indische Frauen, selbst Salz zu produzieren. In diesem Zusammenhang wurde Ramadevi Chaudhuri 1930 das erste Mal verhaftet. 1931 erlangte sie durch den Gandhi-Irwin-Pakt Amnestie. In der Folge gehörte sie zu den führenden Personen, die sich an Gandhis Bewegung für Kastenlose beteiligten. Gandhi selbst beschrieb ihren Einsatz als bewundernswert und übertrug ihr, gemeinsam mit ihrem Ehemann Gopobandhu Chaudhuri, die Aufgabe, ein Ashram mit dem Namen Sebaghar in dem Dorf Bari in Odisha zu errichten. Von dort erhielten die Dorfbewohner praktische Hilfen, Bildungsangebote, aber auch politische Aufklärung zu Themen wie Frauenrechte und Kastenlosigkeit. Für ihren Einsatz im Rahmen der „Quit India“-Bewegung wurde Ramadevi Chaudhuri abermals verhaftet und das Ashram wurde von der britischen Regierung für illegal erklärt. Ramadevi verbrachte zwei Jahre in Haft und engagierte sich nach ihrer Entlassung 1944 vor allem für die Ausbildung von Frauen und die Verbreitung von Khadi, einer handgesponnenen und handgewebten Kleidung, die die Selbstversorgung der ländlichen Bevölkerung förderte. Nach der Unabhängigkeit Indiens 1947 zog sich Ramadevi Chaudhuri aus der aktiven Politik zurück und widmete sich in Anlehnung an Vinoba Bhave der Unterstützung von Selbsthilfeorganisationen.

## Auszeichnungen und Ehrungen
Ramadevi Chaudhuri wurde 1981 mit dem Jamnalal Bajaj Award für Verdienste um Frauen und Kinder geehrt. Im Gedenken an sie wurde eine Frauenuniversität in Bhubaneshwar nach ihr benannt. Ebenso wurde die Schule, die sie in Cuttack gegründet hatte, von Shishu Vihar in Ramadevi Shishu Vihar umbenannt.